# Doddamolathe, Somvarpet
Doddamolathe là một làng thuộc tehsil Somvarpet, huyện Kodagu, bang Karnataka, Ấn Độ.